# Лурье, Вадим Миронович
Вади́м Миро́нович Лурье́ (также Григорий (Лурье); в крещении Василий, работы на иностранных языках подписывает именем Basil Lourié; 2 сентября 1962, Ленинград) — российский религиозный деятель, патролог и византинист. Доктор философских наук (2008), профессор Пермского филиала НИУ ВШЭ.
Известен участием в деятельности Российской православной автономной церкви. Публицист, проповедник, специалист по неконсистентной логике в византийском богословии.

## Биография
Родился 2 сентября 1962 в Ленинграде. В школьном возрасте с 1975 по 1979 годы занимался в кружке при Сибирской археологической экспедиции Ленинградского дворца пионеров и школьников, в том числе дважды (в 1977 и 1978 годах) побывал на раскопках в Туве.
В юности писал стихи. В начале 1980-х выпустил в самиздате сборник «Кущи», содержавший эпатирующие эротические образы. Сам автор книгу называет пародийной и говорит, что «особого влияния» на его дальнейшие интересы она не оказала.
В 1982 году принял крещение в Русской православной церкви (Московском патриархате) с именем Василий (это имя сохраняется в научных публикациях).
В 1984 году окончил химический факультет Ленинградского государственного университета. Параллельно на филологическом факультете изучал древнегреческий язык, а впоследствии — сирийский и эфиопский языки на Восточном факультете этого же университета. В 1990—1992 годах прошёл курс арабского языка в Высшей религиозно-философской школе.
В 1984 году женился на Светлане Смирновой. В январе 1985 родилась дочь Екатерина. В 1994 году супруги развелись.

## Преподавательская и научная деятельность
Начал публиковаться в научных изданиях в 1989 году статьей о богословии святого Марка Ефесского в международном церковно-историческом журнале Annuarium Historiae Conciliorum («Ежегодник по истории соборов») (на французском языке).
С начала 1990-х годов читал лекции на богословские и церковно-исторические темы в различных учебных заведениях.
С 1995 года — соучредитель и член редколлегии журнала «Византинороссика» и член редколлегии серии «Subsidia Byzantinorossica», издаваемой Обществом византино-славянских исследований. С 1997 года — член редколлегии возобновленного журнала «Христианский Восток».
В 1990-е годы опубликовал ряд статей по патристике (в основном, на французском языке), по исторической литургике и по критической агиографии (на русском языке). Также выпустил комментированный русский перевод трактата Григория Нисского «Об устроении человека» (1995; второе исправленное издание — 2000). С конца 1990-х годов основная область научных интересов — происхождение христианства (в контексте различных иудейских религиозных движений эпохи Второго Храма). Подробно о работах в этой области см. в статье Basil Lourié международной онлайн-энциклопедии, посвященной иудейскому миру эпохи Второго Храма (условно, 530 г. до н. э. — 70 г. н. э.) 4 Enoch. В 2002 году защитил кандидатскую диссертацию «Формирование идеологии раннехристианского монашества».
С 2002 года — участник международного авторского коллектива «Эфиопской энциклопедии» (Encyclopaedia Aethiopica (Гамбург)). С 2005 года — главный редактор журнала по патрологии, критической агиографии и церковной истории «Scrinium. Revue de patrologie, d’hagiographie critique et d’histoire ecclésiastique», с 2011 года входящего в перечень Scopus, и двух серий приложений к нему — «Scripta ecclesiastica» (посвящена средневековому христианству) и «Orientalia Judaica Christiana» (посвящена эпохе происхождения христианства и древним формам иудаизма).
С 2005 года — член международного Society of Biblical Literature (США). С 2007 года — член международного Enoch Seminar (Италия—США), объединяющего специалистов по иудейскому миру эпохи Второго Храма.
В 2008 году на факультете философии и политологии СПбГУ защитил докторскую диссертацию на тему «Трансформация аристотелевой „онтологии“ в византийских богословских дискуссиях VI—VII веков» (научный консультант Б. Г. Соколов; официальные оппоненты Д. И. Макаров, Г. М. Прохоров и Д. В. Шмонин).
С 2011 года — член редакционной коллегии серии Texts and Studies in Eastern Christianity международного научного издательства Brill (Лейден), редактор и основатель серии Pax Christiana в международном научном издательстве Gorgias Press (США). C того же года, согласно официальному сайту Университета Camilo José Cela в Мадриде, ведёт дистанционный семинар для аспирантов. С 2012 года член редакционного совета журнала «Einai: проблемы философии и теологии».

### Рецензии и отзывы

#### Положительные
Доктор философских наук, доцент Екатеринбургской духовной семинарии Д. И. Макаров в одной из своих рецензий на дипломную работу выпускника Екатеринбургской духовной семинарии отмечает, что книга В. М. Лурье «Призвание Авраама» (СПб., 2000) является «в целом весьма замечательной», хотя и нарушает, как им отмечается, «баланс православной позиции в сторону однозначного превознесения аскетизма». В другой аналогичной рецензии, им подчеркивается, что из современных русскоязычных работ по Григорию Нисскому — «самая значимая» выполнена В. М. Лурье.
Кандидат философских наук, ответственный секретарь серии «Византийская философия» при Издательстве СПбГУ и ученый секретарь Института истории христианской мысли при РХГА, Дмитрий Бирюков в своей статье о Симеоне Богослове, пишет о том, что изложение им христологического учения Михаила Пселла будет опираться на исследование, сделанное в одной из статей Лурье, характеризуемое им как наиболее обстоятельное на сегодняшний день и которое «вообще является единственной работой по христологии и сотериологии Пселла».
Кандидат исторических наук, старший научный сотрудник Института всеобщей истории РАН Алексей Бармин в рецензии на книгу Лурье «История византийской философии», указав на определённые недостатки книги, в частности некоторые ошибочные утверждения и недостаточную проработанность доказательной базы ряда приведенных в книге положений, вместе с тем отмечает, что исследование занимает особое место среди обзорных работ по истории религиозной мысли в Византии. По мнению рецензента, «оно отмечено стремлением к целостному и самобытному взгляду, обилием сведений, наблюдений и предположений, а его предмет изложен большей частью с редкими живостью и яркостью».
Кандидат философских наук, научный сотрудник Института философии РАН Пётр Михайлов в своей рецензии на книгу Лурье «История византийской философии», указывая на определённые недостатки работы, особенно сведение философской проблематики, отраженной в название книги, к чисто богословской, тем не менее отмечает, что сильными сторонами работы Лурье являются «эффективное моделирование сложных богословских концепций, наглядная прорисовка контуров, определяющих богословскую актуальность рассматриваемых периодов, и более всего — завораживающая эрудиция автора…».
Доктор филологических наук, профессор кафедры литературы Балашовского института Саратовского государственного университета им. Н. Г. Чернышевского, Владимир Вахрушев в рецензии на книгу «Введение в критическую агиографию» (изд. Аксиома, 2009 г.) утверждает, что Лурье, будучи известным специалистом по житийной литературе и «опираясь на превосходное знание агиографических и иных сакральных текстов», написал работу на высоком профессиональном уровне, что «дает многое для понимания истоков и поэтики агиографии, так что отдельные дискуссионные моменты не снижают ценности его труда».
В интервью, данном Екатерине Кудрявцевой, протодиакон Андрей Кураев назвал очень интересной книгу Лурье «История византийской философии», подчеркнув, что она закрыла для него тему по истории догматических сюжетов. Также им было отмечено, что, хотя Лурье стал раскольником, он, по его мнению, является «самым образованным богословом нашей Церкви».
Лично знакомый с Лурье Алексей Дунаев высоко оценивает его работу в журнале «Христианский Восток», а коллега Вадима Мироновича по этому изданию Алексей Муравьёв на Портал-Credo.Ru отмечает его научную честность и легкий для восприятия неспециалистами стиль изложения.

#### Негативные
Резко негативно о посвящённой древнему монашеству книге Лурье «Призвание Авраама» отзывается доктор исторических наук, ведущий научный сотрудник Института восточных рукописей РАН Александр Хосроев в рецензии, опубликованной в 2001 году в «Христианском востоке». Особой критике он подвергает взгляды Лурье на науку как на инструмент, позволяющий лишь увеличивать количество доступной информации, но ничего не дающий для её осмысления на богословском уровне. По мнению Хосроева, такой подход можно квалифицировать как «богословствующее кликушество или, в лучшем случае, дилетантство». Язык книги он характеризует как «зачастую довольно невразумительный». Много места Хосроев уделяет критике источниковедческих построений Лурье, завершая рецензию ироничным советом «любить источниковедение и источники „платонически“, но самому не „погружаться“ в эту тему». Лурье на своём сайте ответил на критику Хосроева статьей «Скрытая цитата», или ещё раз о «Призвании Авраама».
Кандидат философских наук, старший научный сотрудник Института философии РАН Светлана Месяц в 2006 году опубликовала рецензию на статью Вадима Лурье «Богословский синтез VII века: св. Максим Исповедник и его эпоха». Сосредоточившись на разделе «Концепция „частной природы“ как особый вид философского реализма», она подвергла подробной и резкой критике мнение автора о том, что данная концепция была заимствована Иоанном Филопоном у его учителя Аммония Гермия. Краткий экскурс, который совершает В. М. Лурье в учение Аммония, С. В. Месяц называет первой в русскоязычной литературе попыткой сформулировать позицию александрийской неоплатонической школы по проблеме универсалий, но считает поспешными сделанные автором выводы, в частности, тезис о соответствии позиции Аммония тому, что в латинской схоластике называется universalia in rebus. Не менее сомнительным ей представляется и утверждение о том, что у Аммония общее зависит от частного в смысле существования. Отмечена в рецензии также и безосновательность приписывания Аммонию учения, известного в западной схоластике, как учение о collectio, когда реальность вида сводится к совокупному существованию образующих этот вид индивидов.
Кроме того, С. В. Месяц указывает на ряд допущенных при переводе и цитировании текстов ошибок и замечает, что выводы автора идут вразрез с общепринятой на сегодняшний день точкой зрения, не подтверждаются ни цитатами из Аммония, ни ссылками на исследовательскую литературу по данному предмету. Публикуя переработанный вариант рецензируемой статьи в виде главы в книге «История византийской философии», В. М. Лурье исключил из неё свою интерпретацию взглядов Аммония Гермия на проблему универсалий, сославшись на рецензию Месяц.
Кандидат исторических наук, доцент кафедры социальной истории и старший научный сотрудник Лаборатории медиевистических исследований НИУ ВШЭ, научный сотрудник Института всеобщей истории РАН Андрей Виноградов в рецензии на книгу «Введение в критическую агиографию» (изд. Аксиома, 2009 г.) утверждает, что «из-за увлечения автора маргинальными научными гипотезами последних лет» тот не справился с задачей «отразить современное состояние этой научной дисциплины». По мнению Виноградова, Лурье под «критической агиографией» понимает не болландистский подход к научному изучению агиографических источников, а «поиск скрытых смыслов и намеков в различных памятниках, так или иначе связанных со святыми и святынями».

## Религиозная деятельность

### В Русской православной церкви
С 1982 по 1996 годы служил внештатным чтецом и псаломщиком в церкви Александра Невского в Шувалове на окраине Санкт-Петербурга. В 1994 году представил Священному синоду Русской православной церкви докладную записку с оценкой экуменических соглашений в Шамбези (опубликована в составе совместной с диаконом Андреем Кураевым брошюры «Станем ли мы монофизитами?»).

### В РПЦЗ
В 1996 году в составе группы прихожан вместе с бывшим настоятелем прихода протоиереем Александром Жарковым вошёл в новый приход преподобномученицы Елисаветы Феодоровны. В 1997 году вместе с настоятелем и большей частью прихожан перешёл из юрисдикции Московского патриархата в Русскую православную церковь заграницей.

### В РПАЦ
В сентябре 1999 года приход переходит из РПЦЗ в Российскую православную автономную церковь, отколовшуюся в 1994 году от РПЦЗ.
В апреле 2000 года иерей Василий Лурье принял монашеский постриг, став иеромонахом Григорием.
К середине 2001 года в РПАЦ возникло противостояние, связанное с обвинениями иеромонаха Григория (Лурье) в проповеди «гностической ереси имябожия».
В феврале 2005 года возведён в сан игумена.
20 июля 2005 решением архиерейского синода РПАЦ запрещён в священнослужении. 5 сентября 2005 года Архиерейский синод РПАЦ вынес решение о лишении игумена Григория (Лурье) сана священника, обвинив его в «ереси имябожия». Лурье данное решение не признал и продолжил совершать богослужения.

### В АС РПАЦ
В мае 2007 года Лурье стал председателем Временного церковного совета (ВЦС) РПАЦ, созданного при епископе Челябинском Севастиане (Жаткове). Его заместителем был избран Борис Редькин, управляющим делами Совета стал журналист и главный редактор Портал-Credo.Ru Александр Солдатов, а секретарём — Ольга Митренина (монахиня Ксения).
Сам Севастиан ещё в январе 2007 года решением синода РПАЦ был отлучен от церковного общения; в феврале 2008 года Архиерейский собор лишил его сана и предал анафеме. В ходе собора пребывавший на покое бывший епископ Хабаровский Амвросий (Епифанов) выступил с докладом, в котором назвал членов ВЦС «лжеревнителями наукообразной, но не церковной канонической „дисциплины“», а его председателя характеризовал как «расстригу».
Однако в мае 2008 года Амвросий сообщил о выходе из административного подчинения Синоду, а 5 ноября совместно с Севастианом объявил о создании внутри РПАЦ нового органа — Архиерейского совещания. На следующий день Севастиан и Амвросий рукоположили Григория (Лурье) в епископа Петроградского и Гдовского, после чего Лурье вошёл в состав Архиерейского совещания и был избран его председателем. Архиерейский собор РПАЦ признал эту хиротонию «неканонической» и, констатировав «уход в раскол» Амвросия, лишил его сана. Фактически члены Архиерейского совещания управляют несколькими приходами и общинами РПАЦ, вышедшими из подчинения Архиерейскому синоду либо перешедшими из других юрисдикций.
В 2012 году Лурье принял в общение иеромонаха Иова (Коновалюка), ранее пребывавшего в юрисдикции Святой православной церкви Северной Америки (Бостонского синода), а 4 июля того же года совместно с Севастианом (Жатковым) (Амвросий (Епифанов) к этому времени скончался) рукоположил его во епископа Луцкого и Ровенского без принятия в состав Архиерейского совещания РПАЦ.
6 ноября 2014 года вместе с Иовом (Коновалюком) Лурье рукоположил во епископа Калужского и Обнинского игумена Игнатия (Душеина), который в 2012 году перешёл из Московского патриархата в юрисдикцию Архиерейского совещания РПАЦ.

## Центр по предотвращению суицидов
Осенью 2002 года под руководством Вадима Лурье в Санкт-Петербурге начал действовать Центр по предотвращению самоубийств среди молодёжи. Идея заключалась в формировании групп взаимопомощи среди тех, кому не с кем поговорить о своих суицидальных мыслях. Центр занимал одну из съёмных квартир в Санкт-Петербурге. В начале 2003 года центр был зарегистрирован юридически. В марте 2003 года начала работать интернет-площадка mysuicide.ru. К концу года центр переехал в отремонтированный флигель Рощинской психиатрической больницы.
Финансировался центр за счёт частных пожертвований знакомых Лурье, финансово-хозяйственная и медицинская отчётность не велась. За время работы через центр прошли несколько десятков молодых людей. По материалам СМИ, среди участников центра в 2003 году было отмечено 4 случая суицида, в 2004 — 3, в 2005 — ещё 3. Сам Вадим Миронович в конце 2004 года говорил о четырёх случаях самоубийства среди тех, с кем он поддерживал личный контакт.
Ряд СМИ, цитируя записи в «Живом журнале» самого Лурье, обвинили его в равнодушном отношении к самоубийствам среди подопечных. Деятельность основателя центра в этих СМИ объяснялась болезненным интересом к суициду.
В 2004 году Генеральная прокуратура РФ возбудила 2 уголовных дела по статье 110 УК РФ «Доведение до самоубийства». По сообщениям СМИ, до суда ни одно из этих дел доведено не было.

## Инцидент с отпеваниями усопших и выставлением мощей
В 2008 году в Санкт-Петербурге появились рекламные щиты с предложением прийти в церковь Святой Елизаветы и поклониться мощам различных святых, в том числе, мощам святителя Николая Чудотворца. В освещавшей события передаче канала НТВ отмечалось, что эта святыня никогда не покидала города Бари. Со ссылкой на информационные агентства канал упомянул заявление представителей Русской православной церкви (РПЦ), что церковь Святой Елизаветы не имеет к РПЦ никакого отношения и что «подобная реклама вводит в заблуждение многих православных христиан».
Лурье в интервью интернет-изданию «Город 812» в апреле 2010 года подтвердил, что размещение рекламных щитов проводилось с целью увеличить число прихожан и для пользы прихода, и заявил, что «подлинность мощей определяется традицией». По его мнению, чётко отслеживается судьба только тех мощей, которым не более 70 лет, аутентичность же мощей старше 200 лет проверить принципиально невозможно. Лурье заметил, что частицы мощей Николая Чудотворца есть в Санкт-Петербурге в Никольском морском соборе, который относится к Санкт-Петербургской епархии РПЦ.
В марте 2010 года на сайте Главного управления МВД России по Санкт-Петербургу и Ленинградской области было опубликовано сообщение о задержании группы лиц, представлявшихся священниками РПЦ и проводивших отпевания усопших в морге Городского патологоанатомического бюро на территории Елизаветинской больницы Санкт-Петербурга. Сообщалось, что «мошенники по всему городу разместили рекламные плакаты о том, что в Храме Святой Преподобной Великомученицы Елизаветы выставлены мощи различных святых», и что сам храм был незаконно построен на территории больницы. Руководителем группы был назван бывший священник, «извергнутый из сана игумена в 2003 году» и называющий себя «отец Лурье». В сообщении говорилось о проведённых в морге и больницах обысках и обнаружении доказательств преступной деятельности группы:
Не известно, кому молились прихожане, отдавая свои деньги, но народ шёл в церковь валом, обогащая тем самым злоумышленников. Отсюда возникает второй вопрос. Попали ли в рай души усопших, отпетых «отпетыми» мошенниками?
Сообщение с сайта ГУ МВД было широко распространено рядом национальных информационных агентств — РИА Новости, Life News, Newsru, Интерфакс-Религия. «Независимая газета» со ссылкой на информацию, полученную от заместителя начальника отдела управления по противодействию религиозному экстремизму центра «Э» Александра Равина, сообщила, что Лурье является основным подозреваемым в рамках возбуждённого в конце 2009 года уголовного дела по части 4 статьи 159 Уголовного кодекса России.
В конце марта 2010 года Александр Равин, отвечая на вопросы корреспондента Радио Свобода Феликса Шведовского, пояснил, что уголовное дело заведено по статье 159 Уголовного кодекса России «Мошенничество» в связи с тем, что «неустановленные лица, представляясь сотрудниками Русской Православной Церкви Московского Патриархата, проводили службы по отпеванию усопших и собирали за это деньги». По информации Равина, задержаний по уголовному делу не производилось, и обвинений не предъявлено. Равин подтвердил, что следствие предполагает, что одним из этих неустановленных лиц являлся Лурье, который был допрошен в качестве свидетеля. Равин подтвердил, что следствие предполагает, что мощи, выставленные для поклонения в Храме Святой Преподобной Великомученицы Елизаветы, не настоящие. Основанием для таких предположений Равин назвал комментарии представителей РПЦ и имеющиеся у следствия сведения, что «никакие мощи руководству данного прихода не выдавались». Вместе с тем, представитель правоохранительных органов подтвердил, что «по мощам пока никакого обвинения не выдвигается».
Позиция Лурье в связи с инцидентом была им изложена 23 марта 2010 года в комментарии, данном в передаче Якова Кротова «С христианской точки зрения» на Радио Свобода. Причину возникновения ситуации Лурье видит в том, что «Московская патриархия становится квазигосударственной структурой», поскольку, по мнению Лурье, органы государственной власти представляют её интересы. Он считает, что его организация имеет такие же права на совершение обрядов, что и РПЦ. По словам Лурье, часовня при морге является собственностью морга, а не собственностью РПЦ, обряд отпевания в часовне, как правило, проводят священники Московской патриархии, и только в относительно редких случаях усопших в часовне отпевал священник Храма Святой Великомученицы Елизаветы, никогда не представляясь при этом священником из РПЦ.
В апреле 2010 года Лурье сообщил, что он по-прежнему проходит по делу только в качестве свидетеля, «центр „Э“ с тех пор себя никак не проявлял», и в деле по-прежнему нет ни подозреваемых, ни обвиняемых.

### Мнения общественных деятелей и организаций
Инцидент с Лурье был прокомментирован различными общественными деятелями.
Президент «Фонда эффективной политики», политтехнолог Глеб Павловский заявил о том, что инцидент свидетельствует о вовлечении милиции в коммерческие операции по заказу третьих лиц. Павловский заявил, что ГУВД Санкт-Петербурга размещает на своем сайте публикации о группе Лурье по заказу лиц, причастных к спорам внутри православной конфессии, либо лиц, претендующих на земельный участок под храмом святой преподобной великомученицы Елизаветы.
В докладе Общероссийского общественного движения «За права человека» «Российская юстиция как инструмент политических репрессий» указанные события приведены в качестве примера гонений на религиозных диссидентов.
Для сайта Портал-Credo.Ru, на котором Лурье ведет авторскую рубрику «Зона риска», в его поддержку высказались правозащитники Сергей Ковалёв, Лев Пономарёв и Глеб Якунин, религиоведы Роман Лункин и Алексей Муравьёв, историк Сергей Французов и языковед Владимир Лившиц, а также панк-рок-музыкант Константин Рябинов и другие. Кроме того, с заявлением в поддержку Лурье выступил археолог и общественный деятель, депутат Законодательного собрания Санкт-Петербурга Алексей Ковалёв.
Директор правозащитного центра Всемирного русского народного собора, религиовед и исследователь ислама Роман Силантьев в интервью «Интерфакс-Религия» обвинил организацию Лурье в том, что она обманывала граждан, предлагая свои услуги по отпеванию под видом священников Московского патриархата и распространяя ложные сведения о принесении в Санкт-Петербург мощей святителя Николая Чудотворца, по какой причине и было заведено уголовное дело. Самого Лурье Силантьев при этом обвинял в «дикой ереси» и организации «клуба самоубийц». По мнению Силантьева организация, возглавляемая Лурье, «социально опасна и маргинальна даже по сверхлиберальным меркам т. н. „альтернативного православия“, что выразилось в изгнании её лидера с небольшой группой единомышленников из секты суздальских раскольников Валентина Русанцова, также пользующуюся совсем не доброй славой».
Неоднократно высказывались мнения о связи Лурье с криминальными кругами. Сам он в 2008 году на Портал-Credo.Ru заявлял, что многочисленные проверки правоохранительных органов не выявили следов противоправной деятельности.